# Кармен Лусия Антунес Роша
Кармен Лусия Антунес Роша (на португалски: Cármen Lúcia Antunes Rocha) е бразилски магистрат – съдия от Върховния федерален съд на Бразилия и негов председател от 10 септември 2016 г. до 13 септември 2018 г., през което време председателства и Националния съдебен съвет.
Кармен Лусия е родена на 19 април 1954 г. в Монте Карлос, щата Минас Жераис, Бразилия.
Първоначално учи в щатския колеж „Дон Лусио Антунеш де Суза“ в Еспиноза, Минас Жераис, и в колежа „Сакре кьор де Жесус“ в Бело Оризонте, Минас Жераис.
През 1977 г. придобива професорска степен по право в Католическия университет на Минас Жераис. През 1979 е специализира търговско право във Фондация „Дон Кабрал“, а през 1981 придобива магистърска степен по конституционно право във Федералния университет на Минас Жераис. Владее френски, испански и немски език.
Професионалната си кариера Кармен Лусия започва като адвокат, а по-късно е щатски прокурор на Минас Жераис. Заема поста Главен щатски прокурор на Минас Жераис при управлението на губернатора Итамар Франко. Известно време е професор по конституционно право в Католическия университет на Минас Жераис.
Член е на Института на бразилските адвокати и е бивш главен редактор на списанието, издавано от същия институт. Автор е на редица изследвания в областта на конституционното право.
През 2006 г. Кармен Лусия става втората жена, номинирана за съдия във Върховния федерален съд на Бразилия, за каквато е назначена от президента Лула да Силва на мястото оттеглилия се Нелсон Жубин. Встъпва в длъжност на 26 юни 2006 г. В периода 2009-2011 г. тя е член на Висшия електорален съд от квотата на Върховния федерален съд.
Мандатът на Кармен Лусия като съдия във Върховния федерален съд изтича през 2023 г., когато тя навършва 75 години – задължителната възраст за пенсиониране на върховните съдии в Бразилия.